# Nogales (Sonora)
Heroica Nogales (Nederlands: Heldhaftig Nogales, O'odham: Nowa:l) is een stad in de Mexicaanse staat Sonora. Nogales heeft 189.759 inwoners (census 2005) en is de hoofdplaats van de gemeente Nogales.
Nogales is gelegen aan de grens tussen Mexico en de Verenigde Staten. De stad wordt van Nogales (Arizona) gescheiden door een barrière, daar de plaats een van de belangrijkste routes voor illegale immigratie naar de Verenigde Staten is. Nogales is het beginpunt van de Federale Weg 15, die Mexico-Stad met de Verenigde Staten verbindt en aldaar verdergaat als Interstate 19. De belangrijkste bron van inkomsten is de maquiladora-industrie.
Nogales ontstond in 1884 bij de grenspost aan een spoorlijn van de Verenigde Staten naar Mexico.

## Geboren
- Ana Guevara (4 maart 1977), sprintster
- David Zepeda (19 September 1973), Acteur